# Paul Francis Webster
Paul Francis Webster (* 20. Dezember 1907 in New York; † 18. März 1984 in Beverly Hills, Kalifornien) war ein US-amerikanischer Songtexter. 
Nach abgebrochenen Studien in New York arbeitete Webster in den späten 1920er Jahren auf verschiedenen Schiffen in Asien. Seinen ersten Hit-Erfolg hatte er schließlich im Jahr 1932 mit dem Song „Masquerade“, den er mit John Jacob Loeb schrieb. 1941 arbeitete er für das Musical Jump for Joy, an dem auch das Duke Ellington Orchestra mitwirkte. Ein Hit daraus war „I Got It Bad (and That Ain’t Good)“. 1942 schrieb er mit Hoagy Carmichael „The Lamplighter’s Serenade“; ihre Zusammenarbeit setzten sie im Jahr 1945 mit „Baltimore Oriole“, „Billy-A-Dik“, „Doctor Lawyer and Indian Chief“ sowie mit „Memphis in June“ fort. 1945 war Webster zusammen mit Harry Revel in der Kategorie „Bester Song (Musikfilm)“ mit dem Lied „Remember Me to Carolina“ aus dem Film Minstrel Man für den Oscar nominiert. 
In den 1950er Jahren schrieb Webster mit Sonny Burke für Peggy Lee den Hit „Black Coffee“ und mit Sammy Fain den Doris-Day-Hit „Secret Love“ (1953) für die Westernkomödie Schwere Colts in zarter Hand. In den späten 1950er Jahren schrieb Webster eine ganze Reihe von Titelmelodien für Hollywood-Filme, darunter Songs wie „Love Is a Many Splendored Thing“ (Alle Herrlichkeit auf Erden, 1955), „April Love“ (Junges Glück im April, 1957), „The Heart Is a Lonely Hunter“ (mit Sammy Fain, 1957) und „Song of Green Mansions“ mit Bronisław Kaper im Jahr 1959. 
Er schrieb weiter für den John-Wayne-Film Alamo (1960) „The Green Leaves of Summer“, für den Film Zärtlich ist die Nacht (Tender Is the Night, 1962) den Song „Tender Is the Night“, für den Doctor-Schiwago-Film den Song „Somewhere My Love“ (1966) mit Maurice Jarre und als letzten großen Erfolg die Titelmelodie für Spider Man (1967) mit Bob Harris.
Er gehörte mit insgesamt sechzehn Oscar-Nominierungen zu den erfolgreichsten Liedtextern Hollywoods. Dreimal erhielt er den Academy Award for Best Song, wie der Preis offiziell heißt, nämlich für „Secret Love“ (1953) und „Love Is a Many-Splendored Thing“ (1956), Lieder, die er mit Sammy Fain schrieb, sowie für den Song „The Shadow of Your Smile“ (1965), dessen Text er zu Johnny Mandels Love Theme from The Sandpiper schrieb. Letzterer Song gewann auch den Grammy Award für den besten Song des Jahres 1965. Viele der von Webster mit Texten versehenen Stücke zählen heute zum Kanon des Great American Songbook, etliche gelten als Jazzstandards. Webster textete auch für einige Jazz-Komponisten im engeren Sinne, der bekannteste von ihnen war Duke Ellington, dessen „I Got It Bad (and That Ain’t Good)“ mit dem von Ivie Anderson interpretierten Text Websters 1941 erfolgreich war.